# Kiril Jovovitsj
Kiril Jovovitsj (Bulgaars : Кирил Йовович) (Sofia, 29 december 1905 - aldaar, 9 februari 1976) was een Bulgaars voetballer en voetbalcoach. Hij heeft gespeeld bij Levski Sofia.

## Loopbaan
Jovovitsj maakte zijn debuut in Bulgarije in 1921. Hij heeft 3 wedstrijden gespeeld. Hij maakte zijn debuut in 1921 en hij moest spelen tegen Oostenrijk hij verloor echter met 6-0.  Hij maakte deel uit van de selectie voor het voetbaltoernooi op de Olympische Zomerspelen 1924. Hij werd met Bulgarije 12e plaats.
Jovovitsj overleed op 9 februari 1976.